# Einloft
Einloft é um nome de família de origem alemã. A família Einloft é originária de Hesse, da região conhecida como "Hessisches Hinterland", por volta dos municípios de Gönnern (Angelburg), Dautphetal e Biedenkopf. A família manteve por gerações o ofício de "Schulmeister zu Silberg", mestre-escola em Silberg (Dautphetal), nos séculos XVIII e XIX. Um ramo dessa família situou-se na Renânia ca. 1800 e dois irmãos do ramo da Renânia migraram para o Brasil no século XIX. Houve imigração da família Einloft para os EUA também.